# Balyş Öwezow
Balyş Öwezowiç Öwezow (ros. Балы́ш Ове́зович Ове́зов, ur. 29 grudnia 1915 w Bedirkencie (obecnie Daszoguz), zm. 13 października 1975 w Aszchabadzie) – radziecki i turkmeński polityk, prezes Rady Ministrów Turkmeńskiej SRR w latach 1951–1958 i 1959–1960, I sekretarz KC Komunistycznej Partii Turkmeńskiej SRR w latach 1960–1969.
Urodzony w ówczesnym Chanacie Chiwy członek plemienia północnych Jomudów, w 1933 ukończył Aszchabadzki Instytut Pedagogiczny, a później Wyższą Szkołę Partyjną KC KPZR. Od 1940 zastępca ludowego komisarza edukacji Turkmeńskiej SRR, 1941–1942 kierownik organizacyjno-instruktorski Wydziału KC Komunistycznej Partii (bolszewików) Turkmenistanu (KP(b)T), 1943–1944 II sekretarz obwodowego komitetu partyjnego w Aszchabadzie, a 1944–1946 w Taszauz (obecnie Daszoguz), od 1946 sekretarz KC KP(b)T, od 1947 sekretarz KC tej partii ds. kadr, 1950–1951 I sekretarz obwodowego komitetu partyjnego w Mary, od lipca 1951 do stycznia 1958 i ponownie od stycznia 1959 do czerwca 1960 premier Turkmeńskiej SRR, od 13 czerwca 1960 do 24 grudnia 1969 I sekretarz KC Komunistycznej Partii Turkmeńskiej SRR. 1952–1961 członek Centralnej Komisji Rewizyjnej KPZR, 1961–1971 członek KC KPZR, deputowany do Rady Najwyższej ZSRR od 4 do 7 kadencji.
Miał czterech synów i dwie córki.

## Odznaczenia
- Order Lenina (trzykrotnie)
- Order Czerwonego Sztandaru Pracy
- Order „Znak Honoru” (dwukrotnie)